# Galactites duriaei
Galactites duriaei là một loài thực vật có hoa trong họ Cúc. Loài này được Spach ex Durieu mô tả khoa học đầu tiên năm 1845.